# Брукс Орпік
Річард Брукс Орпік (англ. Richard Brooks Orpik, нар. 26 вересня 1980, Сан-Франциско) — американський хокеїст, захисник клубу НХЛ «Вашингтон Кепіталс». Гравець збірної команди США. Двічі брав участь у зимових Олімпійських іграх у 2010 та 2014 роках.
Дворазовий володар Кубка Стенлі.

## Ігрова кар'єра
Хокейну кар'єру розпочав 1998 року.
2000 року був обраний на драфті НХЛ під 18-м загальним номером командою «Піттсбург Пінгвінс». Свою професійну кар'єру Брукс почав в сезоні 2001-02, граючи за фарм-клуб «Вілкс-Барре/Скрентон Пінгвінс» в АХЛ.
Орпік дебютував в НХЛ під час сезону 2002–03, зігравши 6 ігор і не заробивши жодного очка. У наступному сезоні Брукс отримав постійне місце в складі «Піттсбург Пінгвінс» і повів уже 79 матчів, закинувши 1 шайбу, зробивши 9 передач і отримавши 127 штрафних хвилин.
Влітку 2008 року хокеїст підписав шестирічний контракт з «Піттсбург Пінгвінс» на суму 22,5 млн доларів. У жовтні 2008 року він був тимчасово призначений капітаном команди замість травмованого Сергія Гончара.
12 червня 2009 року Орпік в складі «Піттсбург Пінгвінс» став володарем Кубка Стенлі («Пінгвінс» обіграли «Детройт Ред Вінгс» в 7-й грі).
17 грудня 2011 року Брукс записав на свій рахунок соте очко за кар'єру, віддавши результативну передачу Євгену Малкіну.
11 травня 2013 року Брукс Орпік забив переможний гол у овер-таймі 6-ї гри в ворота «Нью-Йорк Айлендерс», і «Піттсбург Пінгвінс» вийшли до другого туру плей-оф Кубка Стенлі.
7 грудня 2013 року під час гри Орпік вдарив форварда «Бостон Брюїнс» Луї Ерікссона, в результаті чого останній отримав струс мозку. Одноклубник Ерікссона Шон Торнтон завдав Орпіку кілька ударів, після чого Брукс залишився лежати на льоду, в результаті цієї бійки він не дограв матч і був доставлений в лікарню.
1 липня 2014 року Орпік підписав п'ятирічний контракт з клубом «Вашингтон Кепіталс» на суму 27,5 млн доларів.
За сезон 2014–15, який став для нього першим у складі «Кепіталс», Брукс віддав 19 гольових передач і заробив коефіцієнт корисності «+5» в 76 іграх.
У сезоні 2015–16 захисник пропустив 40 ігор через травму руки. У лютому Орпік забив свій перший переможний гол в НХЛ в кінці матчу з «Нью-Джерсі Девілс», а трохи пізніше в матчі з «Монреаль Канадієнс» досяг позначки в 800 матчів за кар'єру в НХЛ.
Був гравцем молодіжної збірної США, у складі якої брав участь у 7 іграх.
У 2010 році грав за збірну на Олімпійських іграх у Ванкувері і став срібним призером Олімпіади.
7 червня 2018 року в складі «Вашингтон Кепіталс» став володарем другого в кар'єрі Кубка Стенлі.

## Досягнення
- Володар Кубка Стенлі — 2009, 2018.

## Статистика

### Клубні виступи
| Сезон        | Клуб                            | Ліга         | Регулярний сезон | Регулярний сезон | Регулярний сезон | Регулярний сезон | Регулярний сезон | Плей-оф | Плей-оф | Плей-оф | Плей-оф | Плей-оф |
| Сезон        | Клуб                            | Ліга         | І                | Г                | П                | О                | ШХ               | І       | Г       | П       | О       | ШХ      |
| ------------ | ------------------------------- | ------------ | ---------------- | ---------------- | ---------------- | ---------------- | ---------------- | ------- | ------- | ------- | ------- | ------- |
| 1998–99      | Бостонський коледж              | СХА          | 41               | 1                | 10               | 11               | 96               | —       | —       | —       | —       | —       |
| 1999–00      | Бостонський коледж              | СХА          | 38               | 1                | 9                | 10               | 104              | —       | —       | —       | —       | —       |
| 2000–01      | Бостонський коледж              | СХА          | 40               | 0                | 20               | 20               | 124              | —       | —       | —       | —       | —       |
| 2001–02      | «Вілкс-Барре/Скрентон Пінгвінс» | АХЛ          | 78               | 2                | 18               | 20               | 99               | —       | —       | —       | —       | —       |
| 2002–03      | «Вілкс-Барре/Скрентон Пінгвінс» | АХЛ          | 71               | 4                | 14               | 18               | 105              | 6       | 0       | 0       | 0       | 14      |
| 2002–03      | «Піттсбург Пінгвінс»            | НХЛ          | 6                | 0                | 0                | 0                | 2                | —       | —       | —       | —       | —       |
| 2003–04      | «Піттсбург Пінгвінс»            | НХЛ          | 79               | 1                | 9                | 10               | 127              | —       | —       | —       | —       | —       |
| 2003–04      | «Вілкс-Барре/Скрентон Пінгвінс» | АХЛ          | 3                | 0                | 0                | 0                | 2                | 24      | 0       | 4       | 4       | 5       |
| 2005–06      | «Піттсбург Пінгвінс»            | НХЛ          | 64               | 2                | 7                | 9                | 124              | —       | —       | —       | —       | —       |
| 2006–07      | «Піттсбург Пінгвінс»            | НХЛ          | 70               | 0                | 6                | 6                | 82               | 5       | 0       | 0       | 0       | 8       |
| 2007–08      | «Піттсбург Пінгвінс»            | НХЛ          | 78               | 1                | 10               | 11               | 57               | 20      | 0       | 2       | 2       | 18      |
| 2008–09      | «Піттсбург Пінгвінс»            | НХЛ          | 79               | 2                | 17               | 19               | 73               | 24      | 0       | 4       | 4       | 22      |
| 2009–10      | «Піттсбург Пінгвінс»            | НХЛ          | 73               | 2                | 23               | 25               | 64               | 13      | 0       | 2       | 2       | 12      |
| 2010–11      | «Піттсбург Пінгвінс»            | НХЛ          | 63               | 1                | 12               | 13               | 66               | 7       | 0       | 3       | 3       | 14      |
| 2011–12      | «Піттсбург Пінгвінс»            | НХЛ          | 73               | 2                | 16               | 18               | 61               | 6       | 0       | 0       | 0       | 4       |
| 2012–13      | «Піттсбург Пінгвінс»            | НХЛ          | 46               | 0                | 8                | 8                | 32               | 12      | 1       | 1       | 2       | 10      |
| 2013–14      | «Піттсбург Пінгвінс»            | НХЛ          | 72               | 2                | 11               | 13               | 46               | 5       | 1       | 1       | 2       | 0       |
| 2014–15      | «Вашингтон Кепіталс»            | НХЛ          | 78               | 0                | 19               | 19               | 66               | 14      | 0       | 2       | 2       | 8       |
| 2015–16      | «Вашингтон Кепіталс»            | НХЛ          | 41               | 3                | 7                | 10               | 24               | 6       | 0       | 0       | 0       | 10      |
| 2016–17      | «Вашингтон Кепіталс»            | НХЛ          | 79               | 0                | 14               | 14               | 48               | 13      | 0       | 2       | 2       | 11      |
| Усього в НХЛ | Усього в НХЛ                    | Усього в НХЛ | 901              | 16               | 159              | 175              | 872              | 125     | 2       | 17      | 19      | 117     |

### Збірна
| Рік                | Команда            | Турнір             | Місце              | І  | Г | П | О | ШХ |
| ------------------ | ------------------ | ------------------ | ------------------ | -- | - | - | - | -- |
| 2000               | США                | МЧС                | 4-е                | 7  | 1 | 1 | 2 | 6  |
| 2006               | США                | ЧС                 | 7-е                | 7  | 0 | 0 | 0 | 10 |
| 2010               | США                | ОІ                 | 2                  | 6  | 0 | 0 | 0 | 0  |
| 2014               | США                | ОІ                 | 4-е                | 6  | 0 | 0 | 0 | 2  |
| Молодіжна збірна   | Молодіжна збірна   | Молодіжна збірна   | Молодіжна збірна   | 7  | 1 | 1 | 2 | 6  |
| Національна збірна | Національна збірна | Національна збірна | Національна збірна | 19 | 0 | 0 | 0 | 12 |